# Manio Otacilio Crasso
Manio Otacilio Crasso  (in latino Manius Otacilius Crassus; fl. III secolo a.C.) è stato un politico e generale romano del III secolo a.C..

## Biografia
Console repubblicano nel 263 a.C., fu inviato in Sicilia assieme a Manio Valerio Massimo Messalla, con il quale comandò le legioni romane sull'isola.
Costoro dopo aver preso Adranon, assediarono Centuripae e conquistarono altre città siciliane, firmarono un trattato di pace con Gerone, tiranno di Siracusa, e i Cartaginesi cessarono l'assedio su Messana.
Fu console una seconda volta nel 246 a.C., assieme a Marco Fabio Licino; continuò le operazioni militari contro i cartaginesi, anche se non sono riportati scontri di una qualche importanza.
Probabilmente era suo fratello Tito Otacilio Crasso, che fu eletto console nel 261 a.C..